# Urussanga
Urussanga este un oraș în Santa Catarina (SC), Brazilia.